# Surinder Kapoor
Surinder Kapoor (Pesjawar, 23 december 1925 - Mumbai, 24 september 2011) was een Indiase filmproducent. Van 1995 tot 2001 was hij de voorzitter van de Indiase gilde van film- en televisieproducenten. Hij is de vader van Boney, Anil en Sanjay. Wat hem de grootvader maakt van Sonam, Harshvardhan, Arjun en Janhvi.
Tevens is hij de neef van acteur Prithviraj Kapoor.

## Films
- No Entry (2005), producer
- Bhooka Sher (2001), regisseur and producer
- Pukar (2000), producer
- Hamara Dil Aapke Paas Hai (2000), producer
- Judaai (1997), producer
- Loafer (1996), producer
- Thanedarni (1994), regisseur
- Woh Saat Din (1983), producer
- Hum Paanch (1980), producer
- Phool Khile Hain Gulshan Gulshan (1978), producer
- Ponga Pandit (1975), Producer
- Shehzada (1972), producer
- Ek Shriman Ek Shrimati (1969), producer
- Tarzan Comes to Delhi (1965), producer
- Mughal-E-Azam (1960), assistent regisseur